# Bólido de Santiago del Estero

Escudo de Santiago del Estero.

El bólido de Santiago del Estero fue un evento meteórico ocurrido sobre esa provincia de Argentina en la madrugada del 21 de abril de 2013, aproximadamente a las 03:20 hora local (06:25 UTC).
El fenómeno generó una potente luminosidad que abarcó las provincias argentinas de Santiago del Estero; Tucumán; centro-norte de Santa Fe y Córdoba; Chaco; Salta; La Rioja; Catamarca y noreste de San Luis.

## Desarrollo

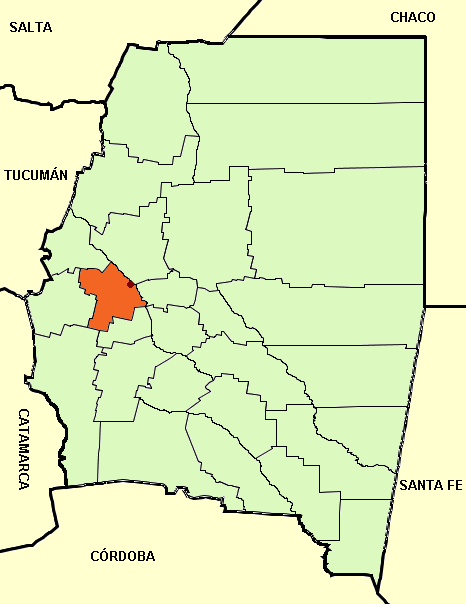
Santiago del Estero (ciudad): principal foco del avistamiento.

Un dato que llamó la atención fue el incesante ladrido de los perros a esa hora y que se prolongó por varios minutos, provocando que muchas personas salieran de sus casas o a los patios de las mismas, pero inmediatamente recibían llamadas o mensajes contando sobre la luz que hizo que el cielo nocturno se iluminase horas antes de salir el Sol.
En pleno recital del grupo folclórico jujeño Los Tekis en la provincia de Salta, el fenómeno pudo ser observado por un breve momento en el cielo.
Redes sociales tales como Facebook y Twitter fueron los principales medios elegidos por los lugareños para expresar sus testimonios.
La policía local (comando central de la policía provincial) vio saturada sus líneas durante varios minutos debido a la cantidad de llamados recibidos. Presuntos restos del meteorito fueron hallados en una plaza. Los mismos se enviaron a la Universidad Nacional de Santiago del Estero para su análisis, evitando todo tipo de especulaciones.
Días más tarde, se halló una roca que sería parte de un meteorito de un campo cercano a la localidad santiagueña de El Bobadal y los científicos investigaron si se trataba de este bólido.
La finca donde se hallaron los restos del bólido pertenecería al gobernador tucumano José Alperovich. Se entregó la piedra hallada a la policía local,  cuyos agentes, junto con expertos de Santiago del Estero, se hicieron  presentes en el campo para profundizar las investigaciones.

## Explicaciones

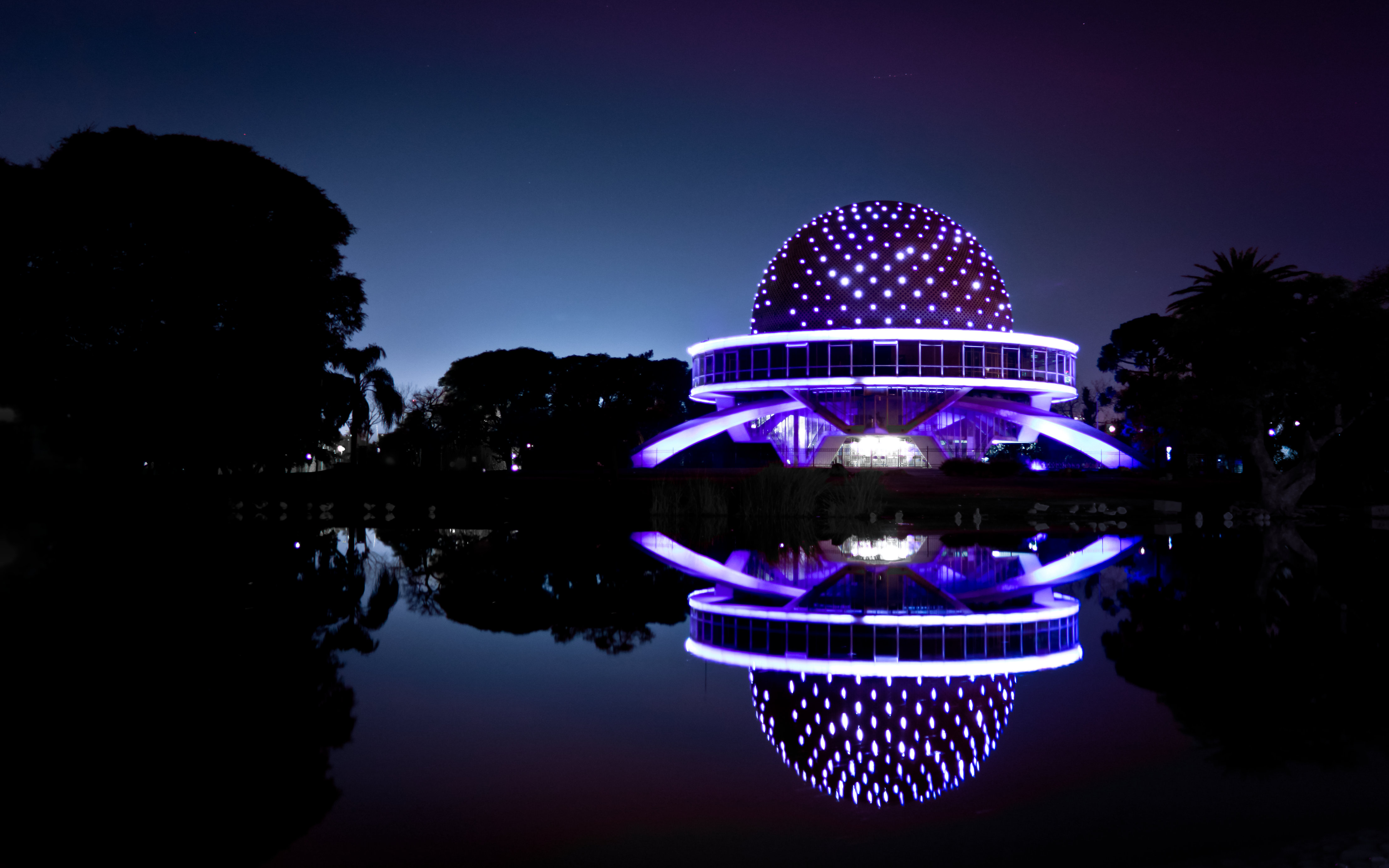
Planetario Galileo Galilei (Buenos Aires).

Mariano Ribas, coordinador del área de Astronomía del Planetario de Buenos Aires, declaró al canal C5N que "da la impresión de que cayó un meteoro, por las características del fenómeno: esas estelas con forma de espiral de gas y partículas". 
Por su lado, el astrónomo Jorge Coghlan, del Observatorio de Santa Fe, explicó que se trató de un meteoro que ingresó a la atmósfera a una velocidad de 130.000 kilómetros por hora. El especialista explicó que "tenía un tamaño superior al de un meteorito" y que "cuando se encontraba a una altura de 65 kilómetros, se desintegró totalmente".
Jorge Coghlan indicó que el objeto ingresó a la atmósfera con un tamaño aproximado de 20 centímetros de diámetro. "Todas las noches se observa la caída de materia interplanetaria, pero lo que pasó hoy fue la precipitación de un elemento de mayor tamaño y de origen tan primitivo como nuestro planeta. Algunos fragmentos alcanzaron a caer al suelo, pero son muy pequeños y es casi imposible localizarlos", sostuvo el especialista.